# 格拉纳图拉德卡拉特拉瓦
格拉纳图拉德卡拉特拉瓦，是西班牙卡斯蒂利亚-拉曼恰雷阿尔城省的一个市镇。总面积153平方公里，2001年总人口1,010人，人口密度7人/平方公里。